# Logická proměnná
Logická proměnná je taková proměnná, která může nabývat nějakého, zpravidla konečného, počtu logických hodnot; nejčastěji jsou tyto hodnoty dvě a reprezentují stavy pravda a nepravda. Ale například fuzzy logika používá všechna reálná čísla z intervalu {\textstyle \langle 0,1\rangle }. Logické proměnné se používají v teorii řízení, číslicové technice a jako teoretický základ moderní elektroniky. Logická proměnná je také jedním z nejčastějších datových typů v imperativních programovacích jazycích.
S logickými proměnnými lze provádět základní logické operace, mezi něž patří negace, konjunkce, disjunkce. Přidáme-li k těmto operacím ještě logické konstanty pravda a nepravda, je získaná struktura Booleovou algebrou, která je ve výše zmíněném dvouhodnotovém případě triviální.

## Využití v elektronice
V elektronice abstrahují logické proměnné napěťové nebo proudové úrovně vstupů do sekvenčních, kombinačních či integrovaných obvodů, procesorů, řadičů nebo logických hradel.